# Langley Research Center

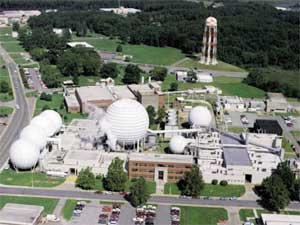
Veduta aerea (Fonte: NASA).

Il Langley Research Center (LaRC) è il più vecchio centro della NASA, ed è situato a Hampton, in Virginia. Gli obiettivi delle sue ricerche sono principalmente nel settore aeronautico. Creato nel 1917 dalla National Advisory Committee for Aeronautics (NACA), il centro ha svolto due terzi del suo programma nel settore aereo, mentre l'altro terzo è stato destinato al settore spaziale. Il Langley Research Center si avvale di più di 40 gallerie del vento per studiare e migliorare l'efficienza, le prestazioni e la sicurezza degli aeroplani. Nella galleria del vento più grande si raggiungono velocità pari a Mach 10.